# Samuel Little

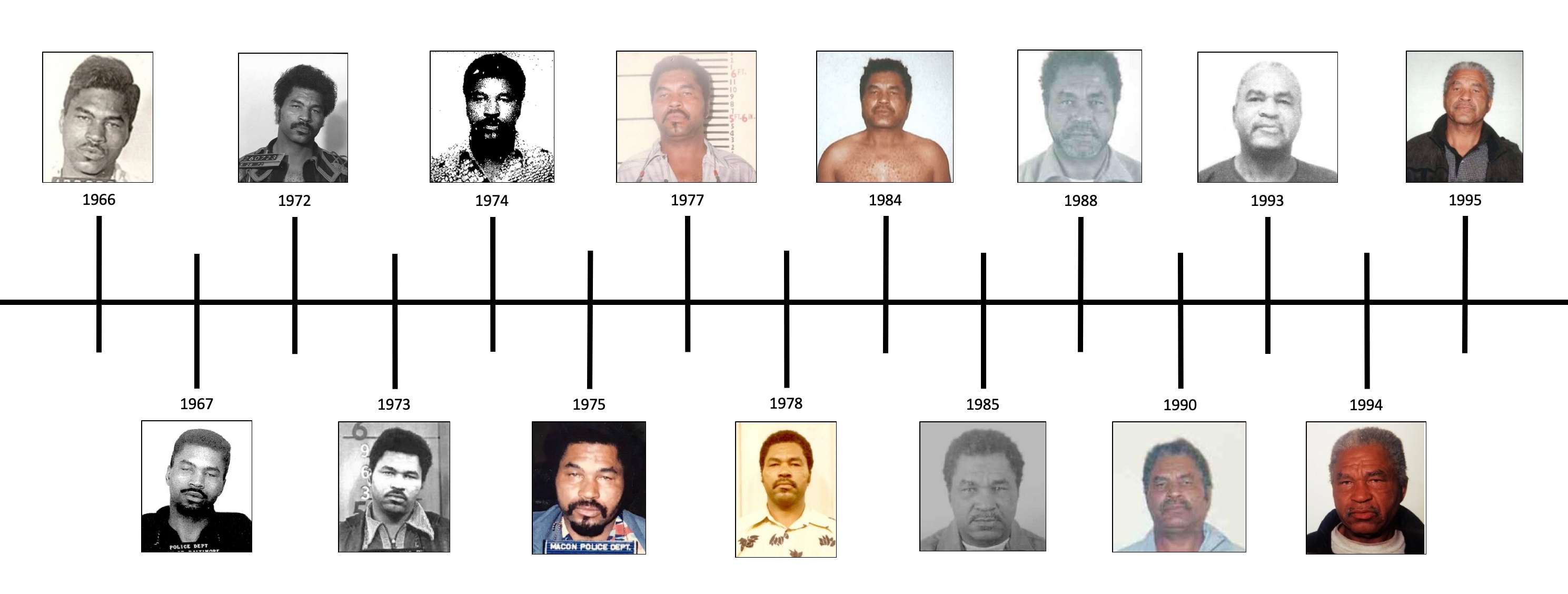
Aussehen Samuel Littles von 1966 bis 1996

Samuel Little (alias Samuel McDowell; * 7. Juni 1940 in Reynolds, Georgia; † 30. Dezember 2020 in Lancaster, Kalifornien) war ein US-amerikanischer Serienmörder. Am 25. September 2014 wurde er wegen der Ermordung von drei Frauen zwischen 1987 und 1989 in Kalifornien zu lebenslanger Freiheitsstrafe verurteilt. Nach seiner Verurteilung gingen die kalifornischen Behörden zunächst davon aus, dass Little ab 1982 in neun Bundesstaaten Menschen getötet haben könnte. Darauffolgende Ermittlungen führten zu der Vermutung, dass er 34 Morde begangen haben könnte. Little selbst behauptete, mindestens 93 Menschen getötet zu haben. Bis 2019 konnte ihm die Polizei 50 Morde zwischen 1970 und 2005 zuordnen.

## Leben

### Kindheit und Jugend
Little wurde nach nicht gesicherten Angaben während eines Gefängnisaufenthaltes seiner Mutter geboren. Er selbst meinte, seine Mutter sei eine „Lady der Nacht“ gewesen. Bald nach seiner Geburt zog seine Familie nach Ohio. Er wuchs in Lorain auf und wurde hauptsächlich von seiner Großmutter erzogen. Er besuchte die Hawthorne Junior High School, wo er bereits sozial auffällig wurde. 1956 wurde Little noch während seiner Schulzeit zum ersten Mal wegen eines Einbruchs in Omaha, Nebraska, verhaftet und verurteilt. In den späten 1960er Jahren zog Little nach Florida, wo er bei seiner Mutter lebte. Er arbeitete als Rettungsassistent und als Friedhofsangestellter. Der sehr kräftige Little nahm während der Gefängniszeit am Boxtraining teil. Nach der Highschool brach er die Ausbildung ab, verbrachte den größten Teil seiner Zeit auf der Straße und lebte von kleineren Diebstählen und Gelegenheitsjobs.

### Verbrechen
1961 wurde Little verhaftet und zu drei Jahren Gefängnis verurteilt, weil er in ein Möbelgeschäft in Lorain eingebrochen war. Er wurde 1964 freigelassen, verließ Ohio und lebte in den folgenden Jahren in verschiedenen US-Bundesstaaten hauptsächlich von Raub und Diebstahl. 
Bis 1975 war Little in elf Bundesstaaten 26-mal verhaftet worden, unter anderem wegen Diebstahl, Überfall, versuchter Vergewaltigung, Betrug und Angriffen auf Polizeibeamte. 1982 wurde er in Pascagoula, Mississippi, festgenommen und wegen Mordes an der 22-jährigen Prostituierten Melinda LaPree in Untersuchungshaft genommen. LaPree war im September 1982 vermisst gemeldet worden. Eine Grand Jury lehnte es jedoch ab, Little wegen des Mordes an LaPree anzuklagen. Während der Ermittlungen wurde Little nach Florida verlegt, um wegen Mordes an der 26-jährigen Patricia Mount, deren Leiche im Herbst 1982 gefunden worden war, vor Gericht gestellt zu werden. Zeugen identifizierten Little als die Person, welche die Nacht vor Mounts Verschwinden mit dieser verbracht hatte. Da sich Zeugen in Widersprüche verwickelten, wurde Little im Januar 1984 vom Mord an Mount freigesprochen. Wenig später zog er nach Kalifornien, wo er sich in der Nähe von San Diego aufhielt. Im Oktober 1984 wurde Little verhaftet und zu zweieinhalb Jahren Gefängnis verurteilt, weil er zwei Prostituierte angegriffen und geschlagen hatte. Er wurde im Februar 1987 freigelassen und zog bald nach Los Angeles, wo er mehrere Morde verübte.
Am 5. September 2012 wurde Little in einem Obdachlosenheim in Louisville, Kentucky, verhaftet, nachdem die Behörden anhand von DNA-Tests festgestellt hatten, dass er in den Mord an Carol Elford am 13. Juli 1987 verwickelt war. Das galt auch für die Morde an Audrey Nelson, getötet am 14. August 1989, und an Guadalupe Abodacha, getötet am 3. September 1987. Little wurde nach Los Angeles ausgeliefert, wo er am 7. Januar 2013 angeklagt wurde. Wenige Monate später meldete die Polizei, dass untersucht werde, ob Little Dutzende weitere Morde in den 1980er Jahren begangen haben könnte. Der Fall der Ermordung von LaPree, bei dem Little freigesprochen worden war, wurde wieder aufgenommen. Schließlich wurden insgesamt 60 Morde an Frauen in unterschiedlichen US-Bundesstaaten auf eine mögliche Tatbeteiligung von Little hin überprüft.
Der Amateurboxer Little schlug seine Opfer zunächst bewusstlos, bevor er sie erdrosselte. Dadurch war bei den Toten nicht immer sofort ersichtlich, dass es sich um Mordopfer handelte. Bei der Nachuntersuchung einzelner Fälle wurde offenbar, dass vielfach falsche Todesursachen ermittelt worden waren (Drogen-Überdosierung, Unfalltod etc.). Die Opfer waren meist afroamerikanische Frauen mit sozial problematischem Hintergrund, die häufig als Prostituierte arbeiteten oder drogenabhängig waren. Little konnte sich an die Namen seiner Opfer und den Zeitpunkt der Morde nicht erinnern. Er erinnerte sich zum Teil jedoch an einzelne präzise Details und fertigte auch detaillierte Zeichnungen einzelner Opfer an, mit denen das FBI an die Öffentlichkeit ging, um die Mordserie weiter aufzuklären.

### Tod
Am 30. Dezember 2020 starb Samuel Little in einem Krankenhaus.